# سيرغي كوزلوف
سيرغي كوزلوف (و. 1963  م) هو سياسي أوكراني، ولد في كراسنودون، تولى منصب رئيس مجلس وزراء جمهورية لوغانسك الشعبية في 26 ديسمبر 2015.